# 影なき殺人
『影なき殺人』（かげなきさつじん、Boomerang!）は、1947年のアメリカ合衆国のフィルム・ノワール。監督はエリア・カザン、出演はダナ・アンドリュースとリー・J・コッブなど。
一つの事実に従って、根底はフィクションを作る劇映画の手法である、セミ・ドキュメンタリー・ドラマの一本である。

## ストーリー
ある夜、コネチカット州フェアポートで神父が銃殺される事件が発生した。
多くの目撃者がいたにもかかわらず、犯人をなかなか捕まえることができない警察とハーヴェイ州検事を、保守系の新聞は政治問題と絡めて激しく糾弾する。
そのような中、住所不定の復員兵ジョン・ウォルドロンが容疑者として逮捕される。
真犯人と確信した警察はウォルドロンを長時間寝かせずに尋問を続け、強引に自白させる。
政治的立場から警察もハーヴェイ州検事もウォルドロンを起訴せざるをえない状況にあったが、ハーヴェイ州検事はウォルドロンの犯行を示す証拠や目撃証言に疑問を感じ、無罪を主張するのであった。

## キャスト
- ヘンリー・L・ハーヴェイ州検事: ダナ・アンドリュース（城達也）
- マッジ・ハーヴェイ: ジェーン・ワイアット（寺島信子）- ヘンリーの妻。
- ハロルド・F・ロビンソン署長: リー・J・コッブ（富田耕生）
- アイリーン・ネルソン: カーラ・ウィリアムズ - 目撃証人となったウェイトレス。
- ジョン・ウォルドロン: アーサー・ケネディ（田中信夫）- 殺人事件の容疑者。
- デイヴ・ウッズ: サム・レヴェン（英語版） - 「モーニング・レコード」記者。
- T・M・ウェイド: テイラー・ホームズ（英語版） - 「モーニング・レコード」発行人。
- マック・マクレアリー: ロバート・キース
- ポール・ハリス: エド・ベグリー - 与党と結びついてる不動産開発業者
- ジム・クロスマン: フィリップ・クーリッジ（英語版） ※クレジットなし
- ホワイト警部補: カール・マルデン（島宇志夫） ※クレジットなし
- ストーン: ウィリアム・チャーリー（英語版） - ハーヴェイの助手。 ※クレジットなし
- 容疑者の1人: アーサー・ミラー ※クレジットなし

※括弧内は日本語吹替（初回放送1970年4月11日『土曜映画劇場』）

## 製作
原作は『リーダース・ダイジェスト』誌に掲載されたアンソニー・アボットの実話物語で、1924年にコネチカット州ブリッジポートで実際に起きた神父殺人事件に伴う冤罪と容疑者の無実を証明した州検事の姿を描いている。
映画の舞台となったフェアポートは架空の名前で、実際に事件が起こったコネチカット州ブリッジポートで撮影される予定であったら、政治的な理由から、ブリッジポートの近くのスタンフォードとニューヨーク州のホワイトプレインズで行われた。
主人公であるハーヴェイ州検事のモデルは後のアメリカ合衆国司法長官であるホーマー・S・カミングズ、容疑者となったウォルドロンのモデルは実際の事件の容疑者だったハロルド・イズラエルである。
マック・マクレアリー役のロバート・キースの息子で、当時はまだ無名だったブライアン・キースがエキストラで出演している。

## 受賞
- ニューヨーク批評家協会賞：監督賞（エリア・カザン）※「紳士協定」と共に
- キネマ旬報ベスト・テン８位